# EPR paradoks
EPR paradoks je misaoni eksperiment iz oblasti kvantne mehanike kojim se stavljaju na probu duboko ukorenjene ideje koje se tiču veze između opaženih vrednosti fizičkih veličina i vrednosti koje su proračunate na osnovu fizičke teorije. Skraćenica „EPR“ predstavlja početna slova prezimena naučnika Alberta Ajnštajna (Albert Einstein), Borisa Podolskog (Boris Podolsky) i Natana Rozena (Nathan Rosen), koji su zajedno osmislili ovaj misaoni eksperiment i predstavili ga u svome radu iz 1935. godine, u kojem iznose argumente u prilog teze da kvantna mehanika nije kompletna fizička teorija. Ovaj misaoni eksperiment ponekad se označava i kao EPRB paradoks zbog Dejvida Boma (David Bohm), koji je izmenio njegovu originalnu varijantu u nešto što je lakše eksperimentalno proveriti. EPR eksperiment donosi sa sobom dihotomiju koja se sastoji u sledećem: 
Ili
1. Rezultati merenja izvršenog u jednom delu A kvantnog sistema imaju ne-lokalni uticaj na drugi udaljeni deo B, u smislu da kvantna mehanika može da predvidi ishode nekih merenja koji treba da budu izvršeni u B,

ili
1. Kvantna mehanika je nepotpuna teorija u smislu da neki elementi fizičke stvarnosti koji odgovaraju delu B ne mogu da budu proračunati na osnovu kvantne mehanike (što znači, neke dodatne promenljive su potrebne za takve proračune)

Mada je provobitno nastao kao misaoni eksperiment koji treba da dočara nepotpunost kvantne mehanike, važeći eksperimentalni rezultati pobijaju princip lokalnosti, obezvređujući tako izvorne namere EPR trija.
„Sablasno dejstvo na daljinu“ koje je toliko uznemiravalo autore EPR-a dosledno se pojavljuje u naširoko i mnogo puta ponovljenim eksperimentima .
Ajnštajn nije nikada zaista prihvatio kvantnu mehaniku kao „realnu“ i potpunu teoriju, boreći se do kraja svog života za tumačenje koje će se povinovati njegovoj relativnosti, bez impliciranja da se „Bog igra kockom“, kojim je sublimirano sve njegovo nezadovljstvo sa kvantno mehaničkom suštinskom nasumičnosti (koja tek treba da se razreši) i sa njenom kontra-inutitivnosti.
EPR paradoks je paradoks u sledećem smislu: ako se uzme u obzir kvantna mehanika i tome se dodaju, kako se čini, razumni uslovi koji bi se mogli opisati kao lokalnost, realizam, određenost i potpunost, tada se dolazi do kontradikcije. Ipak, kvantna mehanika se sama po sebi ne čini unutrašnje nekonzistentnom teorijom, niti, kako se pokazalo, ona dovodi u pitanje relativnost. Kao rezultat daljeg teorijskog i eksperimentalnog razvoja, nakon pojave EPR članka, mnogi fizičari današnjice gledaju na EPR paradoks kao ilustraciju toga kako kvantna mehanika ugrožava našu klasičnu intuiciju, a ne kao indikaciju toga da ona ima u sebi neke fundamentalne pukotine.

## Opis paradoksa
EPR paradoks izveden je iz pojave predviđene kvantnom mehanikom, poznate kao kvantna spletenost (quantum entanglement), koja pokazuje da merenja izvršena u prostorno odvojenim delovima kvantnog sistema mogu očigledno da imaju trenutan uticaj jedno na drugo. Ovaj efekat je poznat kao nelokalno ponašanje (ili u običnom govoru kao “kvantna čudnovatost”). U nameri da ovo ilustrujemo, razmotrimo uprošćenu verziju EPR misaonog eksperimenta koja potiče od Boma.

### Merenja u zapletenom stanju
Neka imamo jedan izvor koji emituje parove elektrona, od kojih je jedan elektron uvek poslat ka odredištu “A”, gde se nalazi posmatrač po imenu Alis, dok je drugi poslat ka odredištu “B”, gde se nalazi posmatrač po imenu Bob. Prema kvantnoj mehanici, mi možemo da pripremimo naš izvor tako da svaki emitovani elektronski par zauzima kvantno stanje koje se naziva spinski singlet. To se može opisati kao kvantna superpozicija dva stanja, koja ćemo nazvati stanje I i stanje II. U stanju I, elektron “A” ima spin usmeren nagore uzduž “z” ose (“+z”), a elektron “B” ima spin koji je usmeren nadole uzduž “z” ose (“-z”). U stanju II, elektron “A” ima spin “-z”, a elektron “B” ima spin “+z”. Prema tome, nemoguće je povezati bilo koji elektron iz spinskog singleta sa stanjem određenog spina. Elektroni su zato, kako se kaže, kvantno zapleteni.
Alis sada meri spin uzduž “z” ose. Kao rezultat merenja ona može da dobije dva moguća ishoda “+z” i “-z”. Pretpostavimo da je ona dobila “+z”. Prema kvantnoj mehanici, kvantno stanje sistema tada doživljava kolaps i prelazi u stanje I. (Različite interpretacije kvantne mehanike izrazile bi ovo na različite načine, ali bazični rezultat je isti). Kvantim stanjem određene su verovatnoće mogućih ishoda za svako merenje učinjeno nad sistemom. U ovome slučaju, ako Bob zatim izmeri spin uzduž “z” ose, on će dobiti ishod “-z” sa verovatnoćom od 100%. Slično tome, ako Alis dobije “-z”, Bob dobija “+z” sa 100% verovatnoće.
Nema, naravno, ničeg posebnog u tome što smo izabrali “z” osu. Na primer, pretpostavimo da su Alis i Bob odlučili da mere spin u pravcu “x” ose. Prema kvantnoj mehanici, stanje spinskog singleta može se jednako dobro predstaviti kao superpozicija spinskih stanja usmerenih i u pravcu “x” ose. Ovo ćemo sada nazvati stanje Ia i stanje IIa. U stanju Ia Alisin elektron ima spin “+x”, a Bobov elektron ima spin “-x”. Prema tome, ako Alis meri “+x”, sistem kolabrira u stanje Ia, i Bob tada meri “-x”. I obrnuto, ako Alis meri “-x”, sistem kolabrira u stanje IIa, i Bob će izmeriti “+x”.
U kvantnoj mehanici, “x” spin i “z” spin su “nekompatibilne opservable”, što znači da sa njima treba operisati na osnovu Hajzenbergovog principa neodređenosti, koji kaže da kvantno stanje ne može posedovati tačno određenu vrednost za obe ove promenjive. Pretpostavimo da Alis meri “z” spin i kao rezultat dobije “+z”, tako da kvantno stanje kolabrira u stanje I. Prema kvantnoj mehanici, kada je sistem u stanju I, Bobovo merenje “x” spina ima podjednaku verovatnoću od 50% da njegov ishod bude bilo koja od dve mogućnosti, “+x” ili “-x”. Štaviše, fundamentalno je nemoguće predvideti koji ishod će se pojaviti dok Bob faktički ne izvrši svoje merenje.
Ovde se, dakle, postavlja pitanje, kako je to moguće da Bobov elektron "zna", u isto vreme, u kojem smeru treba da usmeri svoj spin, ako Alis odluči (na osnovu informacije nedostupne samom Bobu) da meri x i, takođe, kako da se usmeri ako Alis izmeri z? Ako upotrebimo uobičajeno Kopenhagensko tumačenje koje kaže da talasna funkcija kvantnog stanja u trenutku merenja trenutno doživljava “kolaps”, tada bi moralo da postoji neko dejstvo na daljinu, ili bi jedan od elektrona morao da „zna“ više nego što je to pretpostavljeno.
Ako bi načinili izmešani, delom klasični i delom kvantni, opis ovog eksperimenta, mogli bi da kažemo da su beležnice u koje su upisivani rezultati eksperimenata (kao i sami eksperimentatori) međusobno zapletene i da su u njima zapisane linearne kombinacije pluseva (+) i minusa (-), kao u „Šredingerovoj mački“.
U ovom opisu izabran je kao primer spin sasvim proizvoljno, jer još mnoge druge vrste fizičkih veličina, koje kvantna mehanika naziva “opservablama”, mogu poslužiti da se pomoću njih proizvede kvantna zapletenost. Originalni EPR članak iskoristio je, na primer, impuls kao opservablu, a eksperimentalna realizacija EPR scenarija obično koristi za to polarizaciju fotona, jer je polarizacija fotona laka za pripremanje kao i za merenje.

### Realnost i potpunost
Sada ćemo navesti dva koncepta koja su upotrebili Ajnštajn, Podolski i Rozen, koji su od krucijalnog značaja za ovaj njihov napad na kvantnu mehaniku a to su: (1) “elementi fizičke realnosti (stvarnosti)” i (2) “potpunost fizičke teorije”.
Autori se ne osvrću direktno na filozofski smisao svoga koncepta “elementa fizičke realnosti”. Oni, umesto toga, samo čine pretpostavku da “ako” vrednost ma koje fizičke veličine u sistemu može da se unapred predvidi sa apsolutnom sigurnošću pre nego što se izvrši njeno merenje ili se na drugi način poremeti, tada ova veličina odgovara jednom elementu fizičke realnosti. Treba primetiti da se obrnut slučaj ne može prihvatiti kao tačan; mogli bi postojati i drugi načini za postojanje elemenata fizičke realnosti, ali to nimalo ne ugrožava ovaj argument.
Dalje, EPR definišu “ potpunu fizičku teoriju ” kao onu u kojoj se svaki element fizičke realnosti može proračunati. Cilj njihovog rada je da se pokaže, korišćenjem ove dve definicije, da kvantna mehanika nije potpuna fizička teorija.
Da vidimo sada kako se ovi koncepti primenjuju na prethodno opisani misaoni eksperiment. Pretpostavimo da Alis odluči da izmeri vrednost spina uzduž “z” ose (možemo ga zvati “z” spin). Pošto Alis izvrši njeno merenje, “z” spin Bobovog elektrona je definitivno poznat, tako da je on jedan elemenat fizičke realnosti. Slično tome, ako Alis odluči da meri spin uzduž “x” ose, “x” spin Bobovog elektrona je tada jedan elemenat fizičke realnosti odmah nakon njenog merenja.
Mi smo videli da kvantno stanje ne može istovremeno posedovati tačno određene vrednosti i za “x” spin i za “z” spin. Ako je kvantna mehanika potpuna fizička teorija u gore opisanom smislu, “x” spin i “z” spin ne mogu biti elementi fizičke realnosti u isto vreme. To znači da Alisina odluka da li da izvrši njeno merenje uzduž “x” ili uzduž “z” ose ima trenutni uticaj na elemente fizičke realnosti na prostorno udaljenom mestu gde se nalazi Bob. Ovo, međutim, ugrožava drugi princip koji se naziva princip “lokalnosti”.

### Lokalnost u EPR eksperimentu
Princip lokalnosti tvrdi da fizički procesi koji se dešavaju na jednom mestu ne mogu da imaju trenutan uticaj na elemente fizičke realnosti na drugom mestu. Na prvi pogled, ovo se čini razumnom pretpostavkom, osim što je to i posledica specijalne relativnosti, koja tvrdi da informacija ne može da se prostire brže od brzine svetlosti, a da se time ne ugrozi kauzalnost. Uopšteno gledano, veruje se da bilo koja teorija koja ugrožava kauzalnost treba da bude unutrašnje nekonzistentna, i prema tome duboko nezadovoljavajuća.
Proizilazi tako da uobičajena pravila po kojima se kombinuju kvantna mehanika i klasični opis ugrožavaju princip lokalnosti bez ugrožavanja kauzalnosti. Kauzalnost je očuvana zato što nema načina da Alis prenese poruku (informaciju) Bobu o manipulacijama njenom osom merenja. Ma koju osu da ona koristi, ona ima 50% verovatnoće da dobije "+" i 50% verovatnoće da dobije "-", i to potpuno nasumično, jer prema kvantnoj mehanici za nju je fundamentalno nemoguće da utiče na rezultate koje dobija merenjem. Dalje, Bob je jedino u stanju da učini svoje merenje jedanput, jer postoji fundamentalno svojstvo kvantne mehanike, poznato kao “teorema o nekloniranju”, koja ga onemogućava da učini milion kopija elektrona koje on prima, vršeći merenje spina na svakom od njih, i posmatrajući statističku distribuciju rezultata merenja. Prema tome, u jednom jedinom merenju koje mu je na raspolaganju, postoji jednaka verovatnoća od 50% da će dobiti “+” ili “-“, bez obzira da li je njegova osa merenja poravnata sa Alisinom ili ne.
Ipak, pošto je princip lokalnosti duboko ukorenjen u našu fizičku intuiciju, Ajnštajn, Podolski i Rozen nisu bili voljni da ga odbace. Ajnštajn se čak narugao kvantno mehaničkim predviđanjima nazivajući ih “avetinjskim dejstvom na daljinu”. Zaključak koji su oni izveli je da kvantna mehanika nije potpuna fizička teorija.
Poslednjih godina, međutim, bačena je sumnja na ovaj njihov zaključak s obzirom na učinjeni napredak u razumevanju principa lokalnosti i posebno kvantne nekoherentnosti. Reč lokalnost ima u fizici nekoliko različitih značenja. Na primer, u kvantnoj teoriji polja lokalnost znači da kvanti polja u različitim tačkama prostora ne interaguju jedni sa drugima. Ipak, kvantna teorija polja, koja je “lokalna” u ovom smislu, “čini se” da ugrožava princip lokalnosti kako je definisan EPR paradoksom, ali ona osim toga ne ugrožava lokalnost u jednom opštijem smislu. Kolaps talasne funkcije može biti shvaćen kao podfenomen kvantne dekoherencije, koja, pokazuje se, nije ništa drugo nego efekat u čijoj je pozadini lokalna vremenska evolucija talasne funkcije sistema i celog njegovog okruženja. Pošto ponašanje koje je u pozadini ovoga ne ugrožava lokalnu kauzalnost, sledi da to isto ne čine ni prateći efekti kolapsa talasne funkcije, bez obzira da li su stvarni ili prividni.

## Rešenja paradoksa

### Skrivene promenljive
Do sada je ponuđeno nekoliko različitih rešenja EPR paradoksa. Jedno od njih, koje potiče od samih autora EPR-a, sugeriše da je kvantna mehanika, uprkos njenoj uspešnosti u raznolikom mnoštvu eksperimentalnih scenarija, u stvari nepotpuna teorija. Drugim rečima, postoji neka još neotkrivena teorija prirode u poređenju sa kojom kvantna mehanika deluje kao neka vrsta statističke aproksimacije (mada izuzetno uspešne aproksimacije). Za razliku od kvantne mehanike, ova nepoznata, mnogo kompletnija, teorija trebalo bi da sadrži promenljive koje odgovaraju svim “elementima realnosti”. Mora da postoji neki nepoznati mehanizam koji delujući na te promenljive izaziva efekte “nekomutativnih opservabli” (efekte Hajzenbergovog principa neodređenosti). Takva jedna teorija dobila je i naziv teorija skrivenih promenljivih.
Kao ilustraciju ove ideje, mogli bismo da formulišemo jednu veoma jednostavnu teoriju skrivenih promenljivih za gore-opisani misaoni eksperiment. Može se pretpostaviti da je kvantno stanje spinskog singleta, koje je emitovao izvor, približni opis “stvarnog” fizičkog stanja koje poseduje tačno određene vrednosti za “z” spin i “x” spin. U tom “stvarnom” stanju, elektron koji ide ka Bobu uvek ima vrednosti spina suprotne od elektrona koji se kreće ka Alis, ali ove vrednosti su inače potpuno nasumične. Na primer, prvi par koji emituje izvor mogao bi da bude (+z, -x) ka Alis i (-z, +x) ka Bobu, sledeći par (-z, -x) ka Alis i (+z, +x) ka Bobu, i tako dalje. Prema tome, ako je Bobova osa merenja poravnata sa Alisinom, on će nužno dobijati suprotno od onoga što dobija Alis, odnosno, on će dobijati “+” i “-“ sa jednakom verovatnoćom.
Pod uslovom da smo ograničili naša merenja samo na “z” i “x” osu, ovakva teorija skrivenih promenljivih eksperimentalno se ne bi mogla razlikovati od kvantne mehanike. U stvarnosti, naravno, ima beskonačno mnogo osa duž kojih Alis i Bob mogu da izvrše svoja merenja, tako da treba da bude i beskonačno mnogo nezavisnih skrivenih promenljivih! Ipak, ovo nije ozbiljan problem, pošto smo mi formulisali veoma uprošćenu verziju teorije skrivenih promenljivih, a jedna mnogo savršenija teorija trebalo bi da bude u stanju da sve to ispravi. Pokazalo se u stvari da pred teorijom skrivenih promenljivih stoje mnogo ozbiljniji izazovi od ovog.

#### Belove nejednakosti
U 1964. godini, Džon Stjuart Bel (John Stewart Bell) pokazao je da su kvantno-mehanička predviđanja iz EPR misaonog eksperimenta sasvim malo različita od predviđanja jedne široke klase teorija skrivenih promeljivih. Govoreći u oštrim crtama, može se reći da kvantna mehanika predviđa mnogo jače statističke korelacije imeđu rezultata merenja izvršenih duž različitih osa, nego što to čine teorije skrivenih promenljivih. Ove razlike, izražene relacijama nejednakosti poznatim kao “Belove nejednakosti”, u principu su i eksperimentalno proverljive.
Nakon objavljivanja Belovog rada, mnoštvo eksperimenata je razvijeno sa ciljem da se testiraju Belove nejednakosti (Kao što je gorepomenuto, ovi eksperimenti su u većini zasnovani na merenju polarizacije fotona). Svi ovi, do danas izvedeni, eksperimenti bili su u saglasju sa predviđanjima standardne kvantne mehanike. Ipak, zapisnik na ovu temu nije još uvek u potpunosti zatvoren. Pre svega, Belova teorema nije primenjiva na sve moguće “realističke” teorije. Moguće je konstruisati takve teorije koje izmiču njenim implikacijama, koje su prema tome identične sa kvantnom mehanikom, što znači da su generalno nelokalne, čime se ponovo vraća sumnja da one krše kauzalnost kao i pravila specijalne relativnosti. Neki istraživači na ovom polju pokušali su takođe da formulišu i lokalne teorije skrivenih promenljivih koje eksploatišu rupe (nedostatke, prazna mesta) u izvedenim eksperimentima, pre svega one koje se mogu pronaći u interpretaciji eksperimentalnih podataka. Ipak, nikada niko nije bio u stanju da formuliše lokalnu realističku teoriju koja bi mogla da reprodukuje sve rezultate kvantne mehanike. Postoje takođe pojedinačni eksperimenti slični EPR-u koji nemaju objašnjenja na bazi skrivenih promenljivih. Primeri toga bili su predloženi od strane Dejvida Boma i Lucijana Hardija (David Bohm i Lucien Hardy).

### Posledice po kvantnu mehaniku
Većina fizičara danas veruje da je kvantna mehanika ispravna, te da je EPR paradoks samo zbog toga paradoks što naša klasična intuicija ne odgovara potpuno fizičkoj realnosti. Kako će EPR biti interpretiran u pogledu lokalnosti zavisi od toga koju ćemo interpretaciju kvantne mehanike upotrebiti. U Kopenhagenskoj interpretaciji, uzeto je da se trenutni kolaps talasne funkcije zaista dešava. Međutim, gledište da ne postoji trenutni “kauzalni” efekat takođe je predloženo u Kopenhagenu. U ovom alternativnom gledištu, merenje utiče na našu sposobnost da definišemo (i izmerimo) veličine u fizičkom sistemu, ali ne i na sistem po sebi. U “Mnogo svetova” interpretaciji, neka vrsta lokalnosti je očuvana, pošto efekti ireverzibilnih operacija kao što je merenje, izrastaju iz relativizacije globalnog stanja na subsistem kakav je sistem posmatrača. 
EPR paradoks je uticao na naše razumevanje kvantne mehanike tako što je ukazao na fundamentalne neklasične karakteristike procesa merenja (kvantnog merenja). Pre objavljivanja EPR rada, kvantno merenje je često opisivano kao fizička perturbacija (poremećaj) koji direktno utiče na sam mereni sistem. Na primer, kada merimo položaj nekog elektrona, pretpostavlja se da treba da usmerimo svetlost na njega, ali fotoni svetlosti tada unose poremećaj (menjaju brzinu elektrona) koji povećava neodređenost njegove brzine. Ovakvo objašnjenje, koje je još uvek zastupljeno u popularnim predstavljanjima kvantne mehanike, EPR paradoks je u potpunosti razgolitio, jer je on pokazao da je moguće izvršiti “merenje” nad nekom česticom tako da je ne poremetimo direktno, jer smo to učinili merenjem druge, udaljene, čestice koja je sa prvom kvantno zapletena.

Treba istaći da se razvijaju i tehnologije koje se oslanjaju na fenomen kvantne zapletenosti. U kvantnoj kriptografiji, zapletene čestice se koriste za prenos signala koji se ne mogu prisluškivati a da im se ne izgubi trag. U kvantnom računarstvu, zapletena kvantna stanja se koriste u svrhu izvođenja paralelnog računanja, koje se izvodi mnogo brže nego što bi se ikada moglo učiniti sa klasičnim računarima.

### Klasični prilaz
Sa tačke gledišta direktne ili “mnogo svetova” interpretacije, da su klasična fizika i svakidašnji govor samo aproksimacija kvantne mehanike, razumljivo je da insistiranje na primeni takvih aproksimacija sve vreme dovodi do čudnih rezultata. Na primer, neko bi mogao da očekuje da će korišćenjem geometrijske optike biti u stanju da opiše sva optička svojstva teleskopa, pošto je on veliki u poređenju sa talasnom dužinom svetlosti. Ipak teleskopi su konstruisani da mere i tako male uglove pri kojima talasni efekti svetlosti više nisu beznačajni. Slično tome, kada su autori EPR-a osmislili njihov eksperiment sa namerom da on bude osetljiv na prefinjenosti kvantne mehanike oni su ga učinili osetljivim jedino na način kako je naša klasična aproksimacija primenjena.

## Matematička formulacija
Gornja diskusija može se izraziti i matematički korišćenjem kvantno mehaničke formulacije spina. Spinski stepeni slobode za jedan elektron dovode se u vezu sa dvodimenzionalnim Hilbertovim prostorom, u kojem svakom kvantnom stanju odgovara jedan vektor u tom prostoru. Operatori koji odgovaraju spinu u pravcu “x”, “y” i “z” ose, označeni respektivno sa Sx, Sy, i Sz, i mogu se predstaviti korišćenjem Paulijevih matrica.
{\displaystyle S_{x}={\frac {\hbar }{2}}{\begin{bmatrix}0&1\\1&0\end{bmatrix}},\quad S_{y}={\frac {\hbar }{2}}{\begin{bmatrix}0&-i\\i&0\end{bmatrix}},\quad S_{z}={\frac {\hbar }{2}}{\begin{bmatrix}1&0\\0&-1\end{bmatrix}}}
gde {\displaystyle \hbar } predstavlja Plankovu konstantu podeljenu sa 2π.
Svojstvena stanja od Sz predstavljena su kao
{\displaystyle \left|+z\right\rangle \leftrightarrow {\begin{bmatrix}1\\0\end{bmatrix}},\quad \left|-z\right\rangle \leftrightarrow {\begin{bmatrix}0\\1\end{bmatrix}}}
a svojstvena stanja od Sx predstavljena su sa
{\displaystyle \left|+x\right\rangle \leftrightarrow {\frac {1}{\sqrt {2}}}{\begin{bmatrix}1\\1\end{bmatrix}},\quad \left|-x\right\rangle \leftrightarrow {\frac {1}{\sqrt {2}}}{\begin{bmatrix}1\\-1\end{bmatrix}}}
Hilbertov prostor elektronskog para je {\displaystyle H\otimes H}, odnosno tenzorski proizvod dva elektronska Hilbertova prostora. Spinsko singletno stanje je
{\displaystyle \left|\psi \right\rangle ={\frac {1}{\sqrt {2}}}{\bigg (}\left|+z\right\rangle \otimes \left|-z\right\rangle -\left|-z\right\rangle \otimes \left|+z\right\rangle {\bigg )}}
Gde su dva člana sa desne strane ono što smo opisali kao stanje I i stanje II u gornjem tekstu. Iz gornjih jednačina, može se pokazati da spinski singlet takođe može da bude zapisan kao
{\displaystyle \left|\psi \right\rangle ={\frac {-1}{\sqrt {2}}}{\bigg (}\left|+x\right\rangle \otimes \left|-x\right\rangle -\left|-x\right\rangle \otimes \left|+x\right\rangle {\bigg )}}
gde članovi sa desna određuju ono što smo ranije nazvali stanjem Ia i IIa.
Da bi ilustrovali kako ovo dovodi do narušenja lokalnog realizma, moramo da pokažemo da posle Alisinog merenja Sz (ili Sx), Bobova vrednost od Sz (ili Sx) je jednoznačno određena, i prema tome pripada jednom elementu fizičke stvarnosti (realnosti). Ovo sledi iz principa merenja kvantne mehanike. Kada je Sz izmereno, stanje sistema ψ tada doživljava kolaps u svojstveni vektor Sz. Ako je merni rezultat “+z”, to znači da neposredno nakon merenja stanje sistema podleže ortogonalnoj projekciji od ψ na prostor stanja u formi
{\displaystyle \left|+z\right\rangle \otimes \left|\phi \right\rangle \quad \phi \in H}
Za spinski singlet novo stanje je
{\displaystyle \left|+z\right\rangle \otimes \left|-z\right\rangle .}
Slično tome, ako je Alisin merni rezultat “-z”, sistem podleže ortogonalnoj projekciji na
{\displaystyle \left|-z\right\rangle \otimes \left|\phi \right\rangle \quad \phi \in H}
Što znači da je novo stanje
{\displaystyle \left|-z\right\rangle \otimes \left|+z\right\rangle }
Ovo implicira da je merenje Sz za Bobov elektron sada određeno. To će biti “-z” u prvom slučaju ili “+z” u drugom slučaju.
Ostaje još samo da se pokaže da Sx i Sz ne mogu u kvantnoj mehanici istovremeno posedovati određene vrednosti. Moglo bi de pokazati u sličnom maniru da nijedan mogući vektor ne može da bude svojstveni vektor za obe matrice. Opštije gledano, mogla bi se koristiti i činjenica da ovi operatori ne komutiraju:
{\displaystyle \left[S_{x},S_{z}\right]=-i\hbar S_{y}\neq 0}
Što ide zajedno uz Hajzenbergove relacije neodređenosti
{\displaystyle \langle (\Delta S_{x})^{2}\rangle \langle (\Delta S_{z})^{2}\rangle \geq {\frac {1}{4}}\left|\langle \left[S_{x},S_{z}\right]\rangle \right|^{2}}

### Izabrani radovi
- Aspect, Alain (1999). „Bell's inequality test: more ideal than ever”. Nature. 398 (189): 189—190. Bibcode:1999Natur.398..189A. doi:10.1038/18296..  .
- J.S. Bell, „On the Einstein-Poldolsky-Rosen paradox” (PDF). Physics. 1 (195). 1964.
- J.S. Bell, „Bertlmann's Socks and the Nature of Reality”. Journal de Physique. 42. 1981..
- N. Bohr, Can quantum-mechanical description of physical reality be considered complete?, Phys. Rev. 48, 696 (1935) [мртва веза]
- P.H. Eberhard, Bell's theorem without hidden variables. Nuovo Cimento 38B1 75 (1977).
- P.H. Eberhard, Bell's theorem and the different concepts of locality. Nuovo Cimento 46B 392 (1978).
- A. Einstein, B. Podolsky, and N. Rosen (1935). „Can quantum-mechanical description of physical reality be considered complete?”. Physical Review Letters. 47 (777).
- Fine, Arthur (1982). „Hidden Variables, Joint Probability, and the Bell Inequalities”. Physical Review Letters. 48 (5): 291. Bibcode:1982PhRvL..48..291F. doi:10.1103/PhysRevLett.48.291.. Phys. Rev. Lett. 48, 291 (1982).
- A. Fine, Do Correlations need to be explained?, in Philosophical Consequences of Quantum Theory: Reflections on Bell's Theorem, edited by Cushing & McMullin (University of Notre Dame Press, 1986).
- Hardy, Lucien (1993). „Nonlocality for two particles without inequalities for almost all entangled states”. Physical Review Letters. 71 (1665): 1665—1668. Bibcode:1993PhRvL..71.1665H. PMID 10054467. doi:10.1103/PhysRevLett.71.1665.. Phys. Rev. Lett.  .
- M. Mizuki, „A classical interpretation of Bell's inequality”. Annales de la Fondation Louis de Broglie. 26 (683). 2001..
- Rowe, M. A.; Kielpinski, D.; Meyer, V.; Sackett, C. A.; Itano, W. M.; Monroe, C.; Wineland, D. J. (2001). „Experimental violation of a Bell's inequality with efficient detection”. Nature. 409 (6822): 791—794. PMID 11236986. S2CID 205014115. doi:10.1038/35057215. hdl:2027.42/62731.
- Smerlak, Matteo; Rovelli, Carlo (2007). „Relational EPR”. Foundations of Physics. 37 (3): 427—445. Bibcode:2007FoPh...37..427S. S2CID 11816650. arXiv:quant-ph/0604064 . doi:10.1007/s10701-007-9105-0.

### Knjige
- J.S. Bell (1987). Speakable and Unspeakable in Quantum Mechanics. Cambridge University Press. ISBN 978-0-521-36869-8.
- J.J. Sakurai (1994). Modern Quantum Mechanics. Addison-Wesley. стр. 174-187,223-232. ISBN 978-0-201-53929-5.
- F. Selleri (1988). Quantum Mechanics Versus Local Realism: The Einstein-Podolsky-Rosen Paradox. New York: Plenum Press. ISBN 978-0-306-42739-8.
- Roger Penrose, The Road to Reality (Alfred A. Knopf, 2005; Vintage Books, 2006)

## Spoljašnje veze
- „The original EPR paper”. Архивирано из оригинала 08. 02. 2006. г. Приступљено 01. 12. 2006.
- A. Fine, The Einstein-Podolsky-Rosen Argument in Quantum Theory
- Abner Shimony, Bell’s Theorem (2004)
- EPR, Bell & Aspect: The Original References
- Does Bell's Inequality Principle rule out local theories of quantum mechanics? From the Usenet Physics FAQ.
- Effective use of EPR in cryptography